# Handwerk der Steinmetzen und Maurer in Kaisersteinbruch

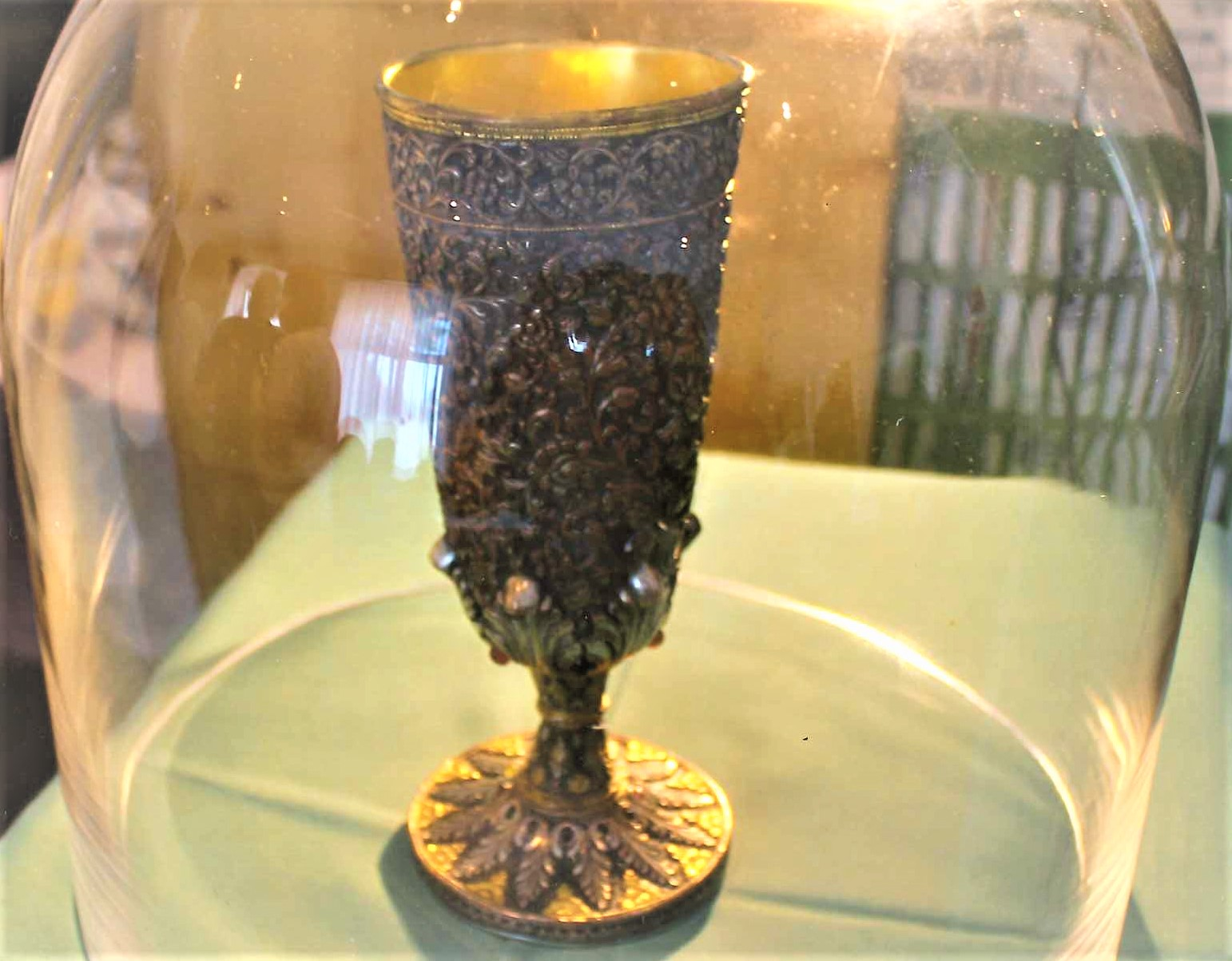
Zunftkelch Archivfund, war beschädigt, wurde restauriert

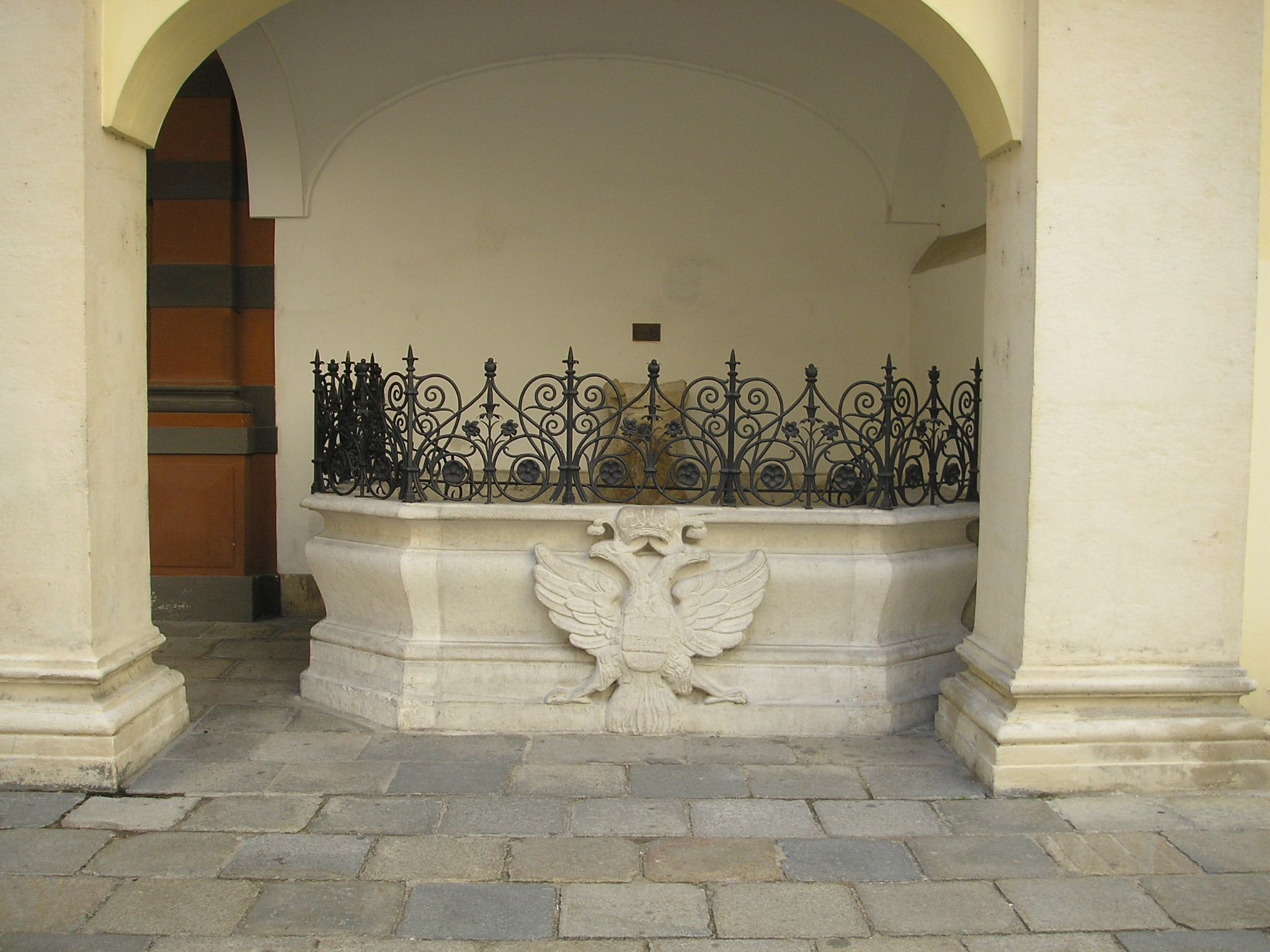
Schweizerhofbrunnen in der Hofburg zu Wien, 1552

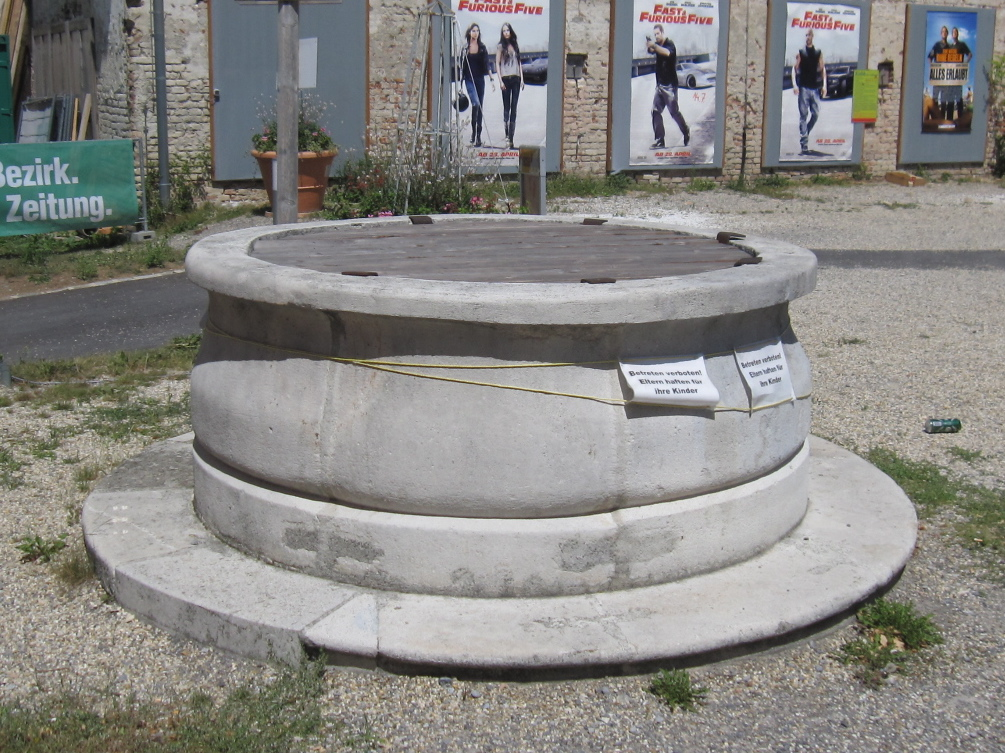
Brunnen im Schloss Neugebäude, 1570

Das ehrsame Handwerk der Steinmetzen und Maurer im kaiserlichen Steinbruch am Leithaberg ist seit 1615 schriftlich dokumentiert. Für das Handwerk in Kaisersteinbruch war die Haupthütte in Wiener Neustadt zuständig. Die großen Haupthütten Mitteleuropas waren Köln, Straßburg, Zürich und Wien.
Der „Kaiserstein“ wurde bereits für die römische Villa von Königshof-Ödes Kloster verwendet. Der älteste erhaltene steinerne Brunnen Wiens, der „Schweizerhofbrunnen“ der Wiener Hofburg, 1552 von Pietro Solari errichtet, besteht aus Kaiserstein.
Das ganze Mittelalter hindurch waren die Steinmetzen und Maurer zwei voneinander getrennte Handwerke. Eine gemeinsame Vorgangsweise der Wiener Maurer und Steinmetzen fand erst im 17. Jahrhundert statt, als sie versuchten, sich gegen die italienischen, vor allem aus der Gegend von Como stammenden Meister zu wehren, die von der Haupthütte als Störer und Pfuscher empfunden wurden.
In der ungarischen Sprache kommen die Gemeinsamkeiten beider Berufe, ihre frühere Verbundenheit zum Ausdruck:
- kömüves  = Maurer, wortwörtlich übersetzt: Steinwerker.
- köfarago = Steinmetz, übersetzt: Steinschnitzer.

## Kaiser Matthias bestätigte am 16. März 1617 die Handwerksordnung

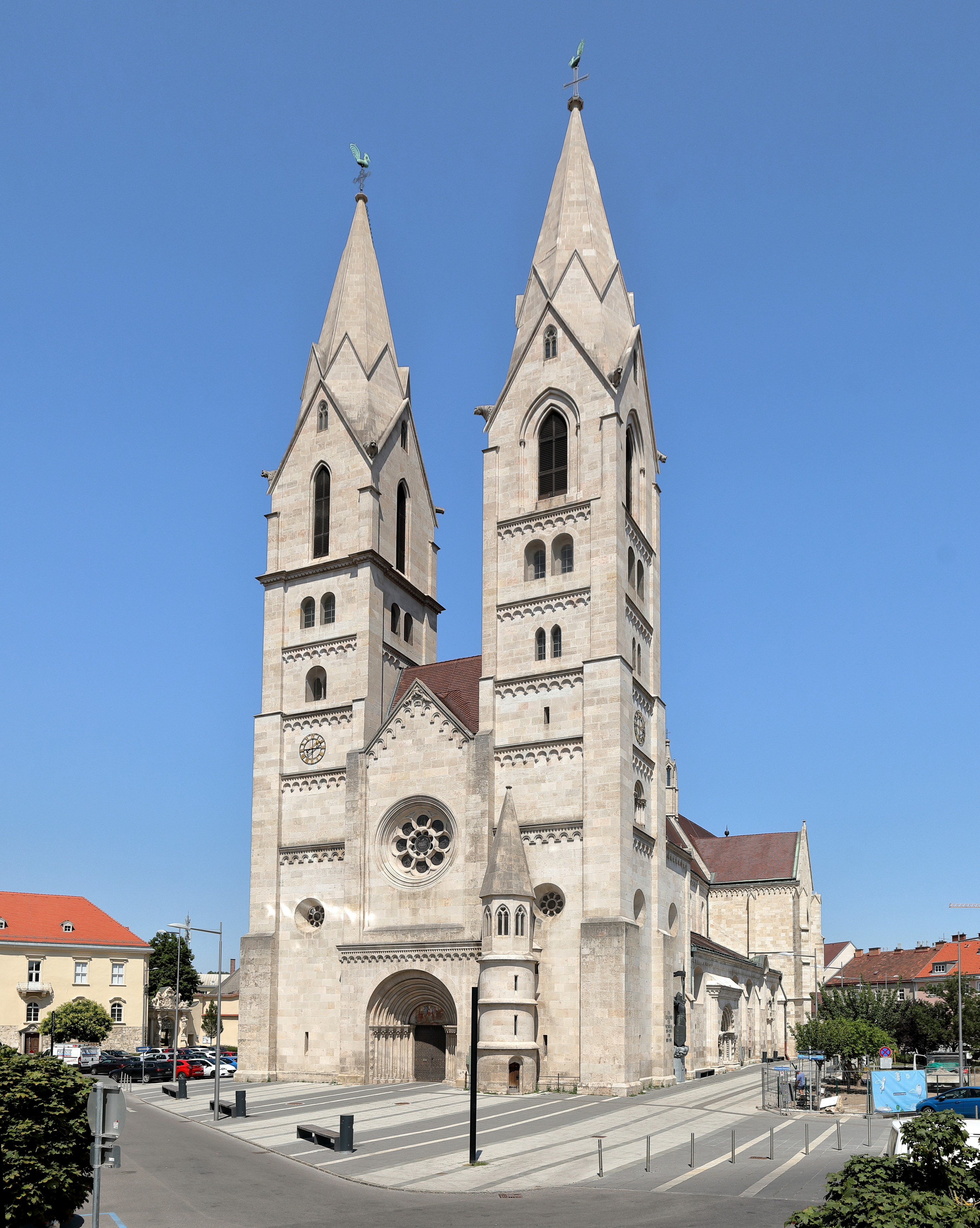
Dom von Wiener Neustadt

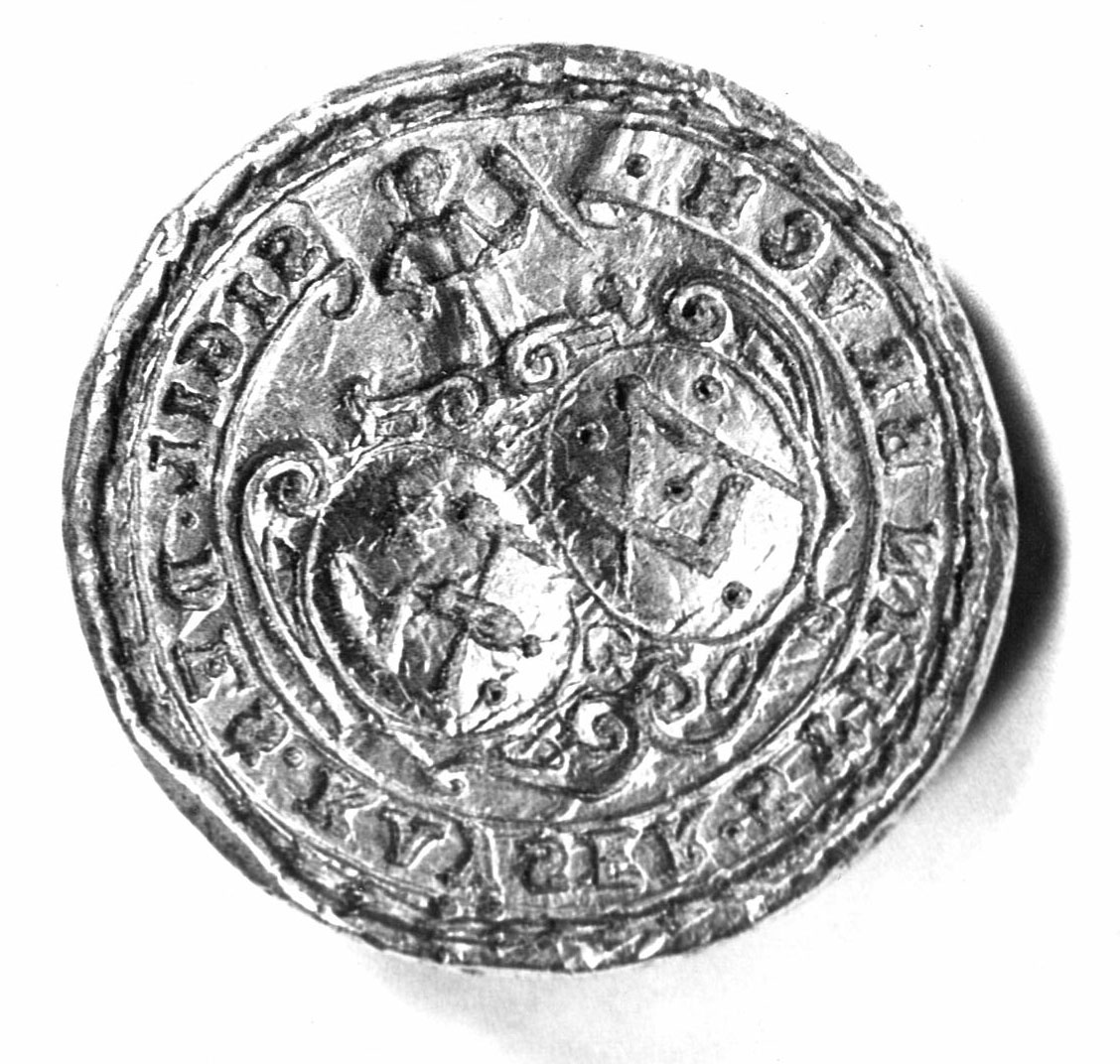
Siegel des KAYSER-STEINBRUCH im 17. Jahrhundert, ab 1617

Hauptportal von Schloss Ebersdorf, 1618 errichtet

Zum Zeitpunkt der Handwerksordnung des Jahres 1615, die Kaiser Matthias 1617 bestätigte, umfasste die Neustädter Zeche außer der Stadt selbst noch die Handwerksgenossen von Kirchschlag, Schottwien, Neunkirchen, Piesting, Leobersdorf, Pottenstein, Ebenfurth, Baden, Gumpoldskirchen, Mödling, Petersdorf, Rodaun, vom kaiserlichen Steinbruch am Leithaberg, von Deutsch- und Ungarisch Brodersdorf, Purbach, Milchdorf, Eisenstadt und Ödenburg.
In Baden und in dem kaiserlichen Steinbruch befanden sich auch Zunftladen des Handwerks, so genannte Viertelladen, für welche dieselben Bestimmungen galten, wie für die Neustädter.
Einige wesentliche Artikel daraus:
- Wer ein Gebäude geführt hat, muss ein Jahr für dasselbe haften.
- Ein Meister soll nur einen Lehrling haben, den der Maurer auf drei, der Steinmetz auf fünf Jahre aufdingt.

Dieses Artikels wegen meldeten sich die kaiserlichen Meister in der „Neustadt“ zu Wort. Bei einer Handwerkssitzung am 25. Mai 1617 forderten sie … weil der Bruch fern von einer Stadt und Flecken liegen tut, und ein Lehrjunge, weil man ihn täglich zur Holung allerley Victualien, auch anderer Sachen gebrauchen muss, nichts erfahren oder lernen könnte. Jeder Meister daselbst möge zwei Lehrjungen aufdingen …
Sie erhielten diese Sondergenehmigung, die dann Jahre später von anderen auch verlangt wurde.
Zu dieser Ordnung kamen Bestimmungen für die Pallierer und die Gesellen. Die Arbeitszeit begann mit Tagesanbruch, von Georgi (24. April) bis Michael (29. September) um 5 Uhr; Frühstück um 7 Uhr, eine halbe Stunde, Mittag um 11 Uhr, eine Stunde, Jause um 3 Uhr, eine halbe Stunde, Arbeitsschluss am Tagesende. Im Winter begann die Arbeit um 6 Uhr, Frühstück um 8 Uhr, Mittag um 12 Uhr, keine Jause.
Das Amt des Obervorstehers der Viertellade der Steinmetz- und Maurermeister, auch als Viertelmeister bezeichnet, wurde jährlich gewechselt. Dazu einige überlieferte Beispiele: Andre Ruffini 1626, Ambrosius Petruzzy 1640, Mathias Lorentisch 1644, Domenicus Petruzzy 1651, Giorgio Regondi 1657 …

## Bericht für die niederösterreichischen Herren, 1618

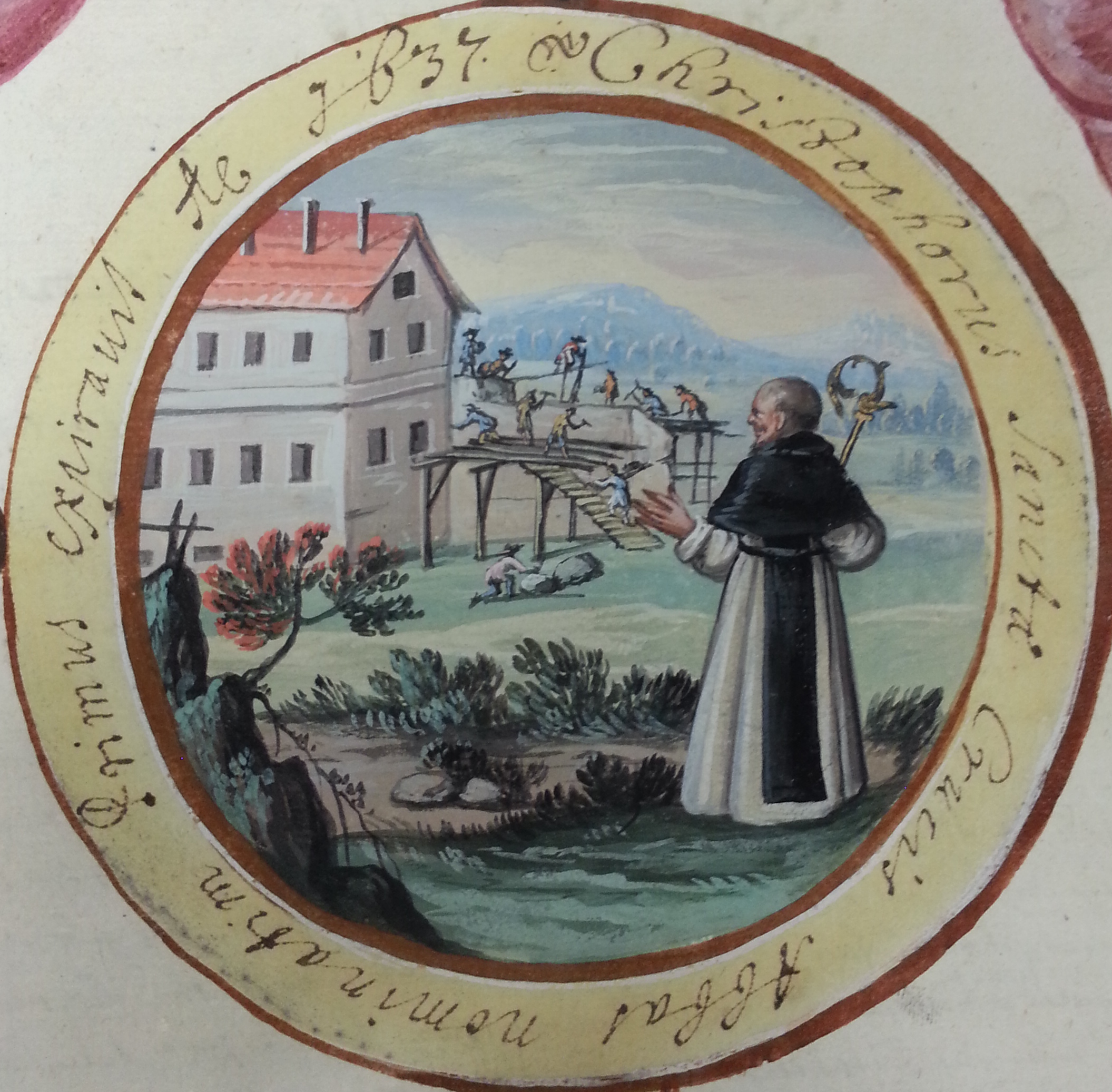
Abt Christoph Schäffer als Bauherr

In einem Vertrag von 1609 wurde die Ortsherrlichkeit von Kaisersteinbruch der niederösterreichischen Kammer, die Grundherrlichkeit dem Stift Heiligenkreuz zugesprochen. Die niederösterreichischen Stände glaubten nun aufgrund der Ortsherrlichkeit der Kammer den Ort als ein österreichisches Gut besteuern zu müssen. Besonders energisch wurde die Einhebung der Weinsteuer, des „Täz“ gefordert. Sie sandten ihren „Diener und Rentmeister“ Johann Miller in den Steinbruch, damit er dessen staatsrechtliche Zugehörigkeit ergründen solle.
Dieser Bericht zeigt die Anfänge dieser Viertellade des Steinmetzhandwerkes auf.
Bericht des Johann Miller vom 20. Februar 1618 (Auszug): „… nicht ein Schuch weit in Österreich, ist dem ungarischen Stuel mit der Jurisdiktion unterworfen. Auch der Heiligenkreuzer Abt Christoph Schäffer wurde befragt: … es steuern ihm Herrn Prälaten die sechs Meister, Steinmetzen und ein Bildhauer, nicht mehr als jährlich 15 kr fürs Haus, denn sie haben keine Hausgründe und all das Gesinde, das sich in dem Steinbruch aufhält, lebt von der Arbeit bei diesen sechs Meistern. Ulrich Payos, Pietro de Magistris, Leonhardt Holzäpfl, Nicolae di Novo, Andre Ruffini und Antonius Bregno. Sie sind alle Welsche, darunter vier Meister Ihrer Kaiserlichen Majestät. Für den Fall, dass Ihre Majestät ihrer bedürftig, sind sie schuldig, alle anderen Arbeiten beiseite zu legen und Ihrer Majestät Sachen zu befürdern. Wie sie anjetzt auf Ebersdorf ein Haupttor führen und Herr Vizedom Christoph Strauß die Fuhrleute bezahlen muss …“
„… es müssen sich die Meister eines guten Trunks befleißigen, denn des Handwerks Gesinde sind viele, und wie wöllen sie sonst das Gesind in dieser Wildnis behalten. So wird auch viel Wein getrunken von den Fuhrleuten die die verfertigten Werkstücke abführen, und ist begründet durch die Güte des ungarischen Weines, und die große Bindt ist um ein gutes Seydl größer, als die österreichische Maß. …“

## Kaiser Ferdinand II. bestätigte am 11. August 1625 die Handwerksordnung
1624 wandten sich die gesamten Meister des Maurer- und Steinmetz-Handwerkes „welscher Nation“ aus den vier Vierteln Niederösterreichs an Kaiser Ferdinand II. mit der Bitte um eine eigene Handwerksordnung. Sie schrieben einfach die Anrede: Kayßer
Die deutschen Handwerker behielten ihre Freiheiten, die Italiener unterwarfen sich der vorgeschriebenen Ordnung.
- Die Gesellen sollen mit den Meistern zu Fronleichnam, bei Prozessionen mit den Zechfahnen nach römisch-katholischem Brauch ausrücken, das Sakrament des Altares ehren, bei sonstiger Strafe von 10 lb. Wachs für den Gottesdienst.

## Streit der Haupthütten in Wien und Wiener Neustadt
In den Streit der beiden Haupthütten in Wien und Wiener Neustadt um Machtbereiche, größeren Einfluss und viel Geld wurde die Viertellade in Kaisersteinbruch hineingezogen. Die Wiener Meister forderten die „Kaiserischen“ Meister auf, den Neustädtern den Gehorsam zu verweigern, dort nicht zur Fronleichnams-Prozession zu erscheinen, der Brief endete mit einer klaren Erpressung:
- 28. Mai 1644: „… solches haben wir Euch zur Nachrichtung erwidern wollen, welchem Ihr gehorsamlich nachzukommen werdet wissen, damit wir nit andere Mittel für die Hand zu nehmen verursacht werden …“
- 29. Mai 1644 … schon tags darauf fordern die Kaiserischen Meister die Neustädter auf, den Wienern doch selber Antwort zu geben.[14]

4. November 1644: Verzeichnis der Kaisersteinbrucher Meister, die auch für die neuen kaiserlichen Freiheiten in Wien erlegen, ein Meister 45 kr, ein Geselle 15 kr:
- Pietro Maino Maderno erlegt für ihn und seine 4 Gesellen … 1 fl 45 kr
- Peter Concorz 7 Gesellen … 2 fl 30 kr
- Hieronymus Bregno 1 Geselle (Francesco della Torre) … 1 fl Ambrosius Petruzzy 2 Gesellen … 1 fl 15 kr
- Antonius Purisol 2 Gesellen … 1 fl 15 kr

15. März 1651: Schreiben der Kaiserischen Meister an die Neustädter Zunft: „… den Herrn und Meistern ist zu berichten, dass uns abermal vorgekommen, dass die Wienerischen Meister unsere ausgelernten Gesellen nicht für gut neben den ihren arbeiten lassen wollen, auch gar nicht zum Handwerk gehen lassen. Gott befohlen.“

## Steinmetzhandwerke des Leithagebirges schließen sich 1649 in der Kaisersteinbrucher Viertellade zusammen
Um die Ausweitung der kaiserlichen Freiheiten bemühte sich der nobilitierte Hofbildhauer Pietro Maino Maderno und sein jüngerer Mitmeister Ambrosius Regondi bei Graf Otto Felician von Heissenstein, Regent der niederösterreichischen Lande.
Der Wirkungsbereich der Kaisersteinbrucher Viertellade umfasste danach die „Marktflecken“ der Herrschaft Scharfenegg, Sommerein, Mannersdorf, Hof, und Au, weiters Maria Loretto, Winden, Jois und Kaisersteinbruch selbst.
Das bedeutet, dass jede Zunfthandlung, wie „Aufdingung“ (Aufnahme von Lehrlingen), „Freisprechung“ (zum Gesellen freisprechen) usw. vor offener Lade in Kaisersteinbruch abgehalten wurde. Dieses Freisprechbuch der Steinmetzen und Maurer in Kaisersteinbruch dokumentiert die tatsächliche Bedeutung dieses Handwerks.

## Kaiser Ferdinand III. Bestätigung, 1650
Ferdinand III. bestätigte am 13. Dezember 1650 die Handwerksordnung der Steinmetz-Zeche Wiener Neustadt und den incorporierten Meistern von Baden, dem kaiserlichen Steinbruch am Leithaberg, Himberg, Neunkirchen und Deutsch Brodersdorf.
- Ordnung der Palliere und Gesellen „… ein jeder Pallier und Gesell soll morgens frühe von Georgi (23. April) bis Michaeli (29. September) alßbaldt der Tag anbricht, sich auf die Arbeit verfügen und bis auf die völlige Nacht dabey verbleiben, auch ihren Fleiß nicht sparen, sondern des Meisters Nutzen nach ihrem besten Vermögen betrachten …“
- Jeder Geselle soll sich Gruß und Geheimnis merken. Sein Ehrenzeichen in Obacht halten und nicht um eine Kanne Wein oder Bier an die Wand schmieren.
- Nur dann auf ein Stück Stein schlagen, wenn es Meister oder Polier erlauben.
- Auf der Wanderschaft soll sich ein Geselle gut benehmen und nicht jedem Meister gleich den Gruß überbringen.
- Er soll auch keinen blauen Montag machen.
- Er soll kein ehrliches Mädchen schwängern oder betrügen.

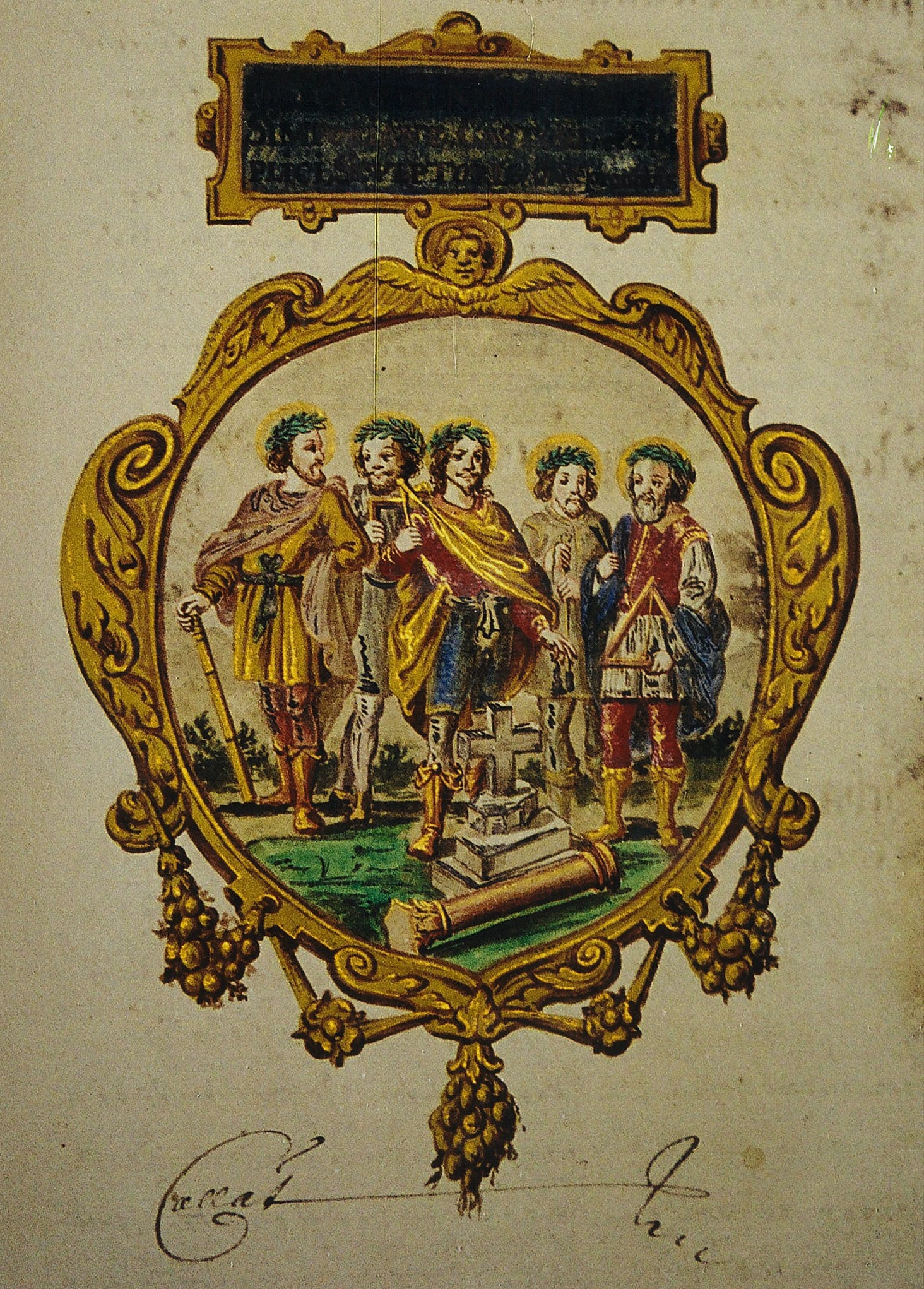
Quattuor Coronati, Zunftfahne 1650

### Schutzpatrone
Das von alters her verwendete Wappen auf ihren Zechfahnen, darauf die fünf heiligen Schutzpatrone:
- Claudius, mit einem Maßstab
- Nicostratus, mit dem Winkelmaß
- Symphorianus, mit dem Zirkel
- Castorius, mit der Gesichtsmaß
- Simplicius, mit zwei Steinmeisseln in der rechten, und eine Triangel-Bleywag in der linken Hand haltend.

Alle fünf sind in altrömischer Tracht mit nach vorne gerichtetem Gesicht und grünen Lorbeerkränzen auf dem Haupt, nebeneinander stehend, vor welchem auf grünem Rasen eine der quer liegende Säule aus rotem Marmor, hinter solcher auf drei Staffeln, darauf ist ein achteckiges einfaches Kreuz aufgerichtet, alles aus weißem Stein gehauen.
In alten Steinmetzurkunden werden sie seit alters her zitiert. So in der Ordnung der Steinmetzen zu Straßburg 1459: Im Namen des Vaters, des Suns und des Heiligen Geistes und der würdigen Mutter Marien und auch ihr seligen Diener, der Heiligen Vier gekrönten zu ewigem Gedächtnis angesehen.

## Schreiben von Abt Michael Schnabel an Palatin Graf Paul Pálffy
Der Richter im Steinbruch Ambrosius Regondi hatte den Heiligenkreuzer Abt Michael Schnabel beim Palatin Paul Pálffy wegen Ablöschung des Kaiseradlers auf dem Kirchturm zur Anzeige gebracht.
Der Abt rechtfertigt sich am 31. März 1653: „Diesen Steinmetzen hat das Maul jederzeit nach Österreich und der kaiserlichen Hofkammer geschmeckt, daher sie sich im Kaiser-Steinbruch wohnend geschrieben und so genannt werden wollen … meine Unterthanen haben ohne mein Vorwissen eine Handwerksordnung aufgerichtet, sie halten eigentümliche Zusammenkünfte ab, sie stellen Prozessionen an …“

## Kaiserlichte Bestätigungen

### Nach dem Türkenkrieg: Kaiser Leopold I. Bestätigung der eigenständigen Viertellade, 1684
Am 3. Dezember 1684 wurde festgehalten: „Es ist jedermann bekannt, dass durch den feindlichen Türkischen Einfall das Land Österreich unter der Enns dermaßen verwüstet und entvölkert worden, dass an der Mannschaft, sonderlich der Handwerker, … Maurern, Steinmetzen, … ein großer Mangel bei der Stadt Wien und auf dem Lande erscheinen wird.“ Meister und Gesellen, sie kommen woher, wo sie wollen…auf dem Lande befindlichen Zünften ungehindert arbeiten können.
- Diese Genehmigung und Verlängerung zu betrachten war als ein Dokument der wieder eingekehrten Normalität.

### Kaiser Leopold I. Bestätigung der eigenständigen Viertellade, 1690
Am 29. März 1689 genehmigte Leopold I. dem Handwerk der Steinmetz- und Maurermeister in Wiener Neustadt und den incorporierten Viertelladen ihre Handwerksordnung.
„Wie dann auch kein einziger Steinmetz, so der Bruderschaft nicht einverleibt, kein Schuch ausgearbeiteten Stein in die Stadt oder an den Orth, wo die Lade und Bücher liegen, nicht geben sollen, bis er sich mit besagter Bruderschaft verglichen und eingekauft habe.“
- Am 1. Juni 1690 erhielt die Viertellade Kaisersteinbruch eine bestätigte Kopie. „Dieses Exemplar ist seinem, bei der Hauptlade allhier liegenden Original von Wort zu Wort gleichlautend collationiert, und mit dem größeren Insigl verfertigt, ausgehändigt worden. Actum Hauptlade Neustadt.“

### Weg einiger kaiserlichen Urkunden
Frau Ulrike Lahner übergab 1990 dem Steinmetzmuseum Kaisersteinbruch mit U1, U2 … bezeichnete Blätter, A4-Kopien handgeschriebener Texte, wie sich herausstellte der Handwerksordnungen von 1650, 1684, 1690, …, die ihr der Stadtpfarrer von Bruck an der Leitha übergeben hatte. Auf die Frage „Was machen eure Kaisersteinbrucher Urkunden in der Pfarre Bruck an der Leitha?“ wäre zu antworten; Das nördliche Burgenland war in der NS-Zeit ein Teil von Niederösterreich, Kaisersteinbruch zwangsweise abgesiedelt und das Stalag XVII A errichtet worden.
- Jahre später, der weitere Weg führte nach Wien – die Pfarren hatten durch Kriegsereignisse „ungeklärte Dokumente“ an das Dom- und Diözesanarchiv Wien zu übergeben, wo sie im Keller deponiert wurden. Der Archivar Johann Weissensteiner war erfolgreich, fand die Originale zu den kopierten Blättern. Dann wurden diese Kaisersteinbrucher Urkunden in das Niederösterreichische Landesarchiv verbracht. Einmal konnten sie betrachtet werden, an eine Rückgabe sei nicht zu denken.[21]

### Zu Wiener Neustadt einverleibte Viertelladen, 1700
Neunkirchen, Baden Pottendorf, Bruck an der Leitha, kaiserlicher Steinbruch, Eisenstadt, Himberg, die sämtlich wieder Meister aus der Umgebung unter sich hatten. Im Jahre 1709 wurde der Taglohn für die Steinmetz-, Maurer- und Zimmerergesellen für den Sommer mit 9, für den Winter mit 8 Groschen festgesetzt.

### Kaiser Karl VI. Bestätigung der Viertellade, 1714

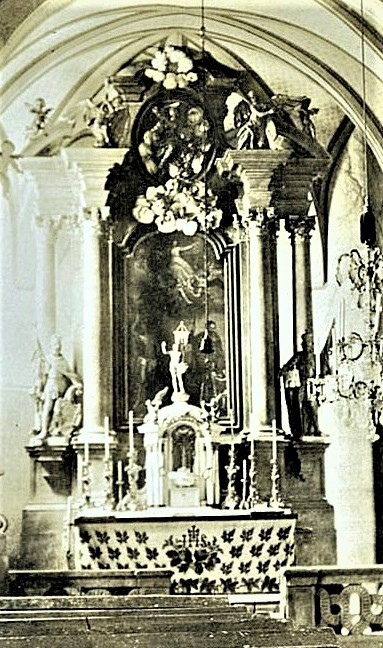
1720 errichtete das Steinmetzhandwerk einen Hochaltar in der Kaisersteinbrucher Kirche

Durch den Ausbruch der „ungarischen Rebellion“, mit dem Beginn des „Kuruzzenrummels“ im Jahr 1703, war es den Meistern und Gesellen aus Kaisersteinbruch, aber auch aus den niederösterreichischen Orten, nicht mehr möglich, an den Zunftversammlungen in Wiener Neustadt teilzunehmen, weil Streifen der ungarischen Aufständischen jeden Reiseverkehr unterbanden. Die Zechmeister konnten nach dem Tod Kaiser Leopold I. ihre Handwerksordnungen von Kaiser Joseph I. (1705–1711) nicht bestätigen lassen, denn die „Meisterschaft“ war zerstreut, das Gewerbe „unterbrochen“ und in einen „notleidenden Zustand“.
Nach dem Frieden von Szatmár 1711 ging der ungarische Unabhängigkeitskrieg zu Ende, da brach die Pest aus und „wegen der grassierenden Contagionsgefahr“ war die Verbindung mit Wiener Neustadt weiterhin unterbrochen. Die „zur Bestreitung der althabenden Handwerksordnung und Freiheit erforderlichen Mittel“ konnten nicht aufgebracht werden.
Aus diesem Grund genehmigte Karl VI. im Jahr 1714 mit einem Brief die Viertellade der Maurer und Steinmetze in Kaisersteinbruch, die der Hauptlade in Wiener Neustadt unterstand. Die Zunftordnung umfasst 38 Artikel, die Punkte 1 bis 21 betreffen die Ordnung der Meister, die Punkte 22 bis 38 die Ordnung der Poliere und Gesellen.
- Wenn ein „redlicher“ Meister von der Bruderschaft an- und aufgenommen werden wollte, musste er ein Meisterstück, wie es ihm von Meistern und der Bruderschaft anbefohlen und auferlegt, „fleißig und gerecht machen“. Wenn er es dann verfertigt hatte und von der ganzen Bruderschaft anerkannt und für gut gehalten wurde, hatte er für das Meistermahl höchstens 6 bis 10 Gulden rheinisch in die Lade zu geben und alle Quatember 12 Pfennig zu reichen.
- Man durfte keinen Werkmann oder Meister, der „inner Jahresfrist“ nicht zum hochwürdigen Sakrament gegangen, in die Bruderschaft aufnehmen, wie auch denjenigen, „so nicht die christliche Ordnung hielt oder das Seine mit unordentlichen Spielen verspielte“.
- Es durfte kein Werkmann oder Meister von einem Gesellen Geld nehmen, damit er ihm etwas lehre, „was das Steinwerk berührte“. Desgleichen sollte auch kein Polier und Geselle einen anderen um Geld unterweisen, wie vorher beschrieben. Da aber einer den anderen unterweisen wolle, mochten sie es „ein Stück ums andere oder um guter Gesellschaft willen tun“.

Es wurden alle geistlichen und weltlichen Obrigkeiten ermahnt, die bei der Wiener Neustädter Zeche inkorporierten Steinmetze und Maurer bei „ihren habenden Wappen ruhig verbleiben zu lassen und daran für sich selbst keine Irrung, Eingriffe, Hinderungen oder Beschwerungen, noch jemand anderen zu tun gestatten“.

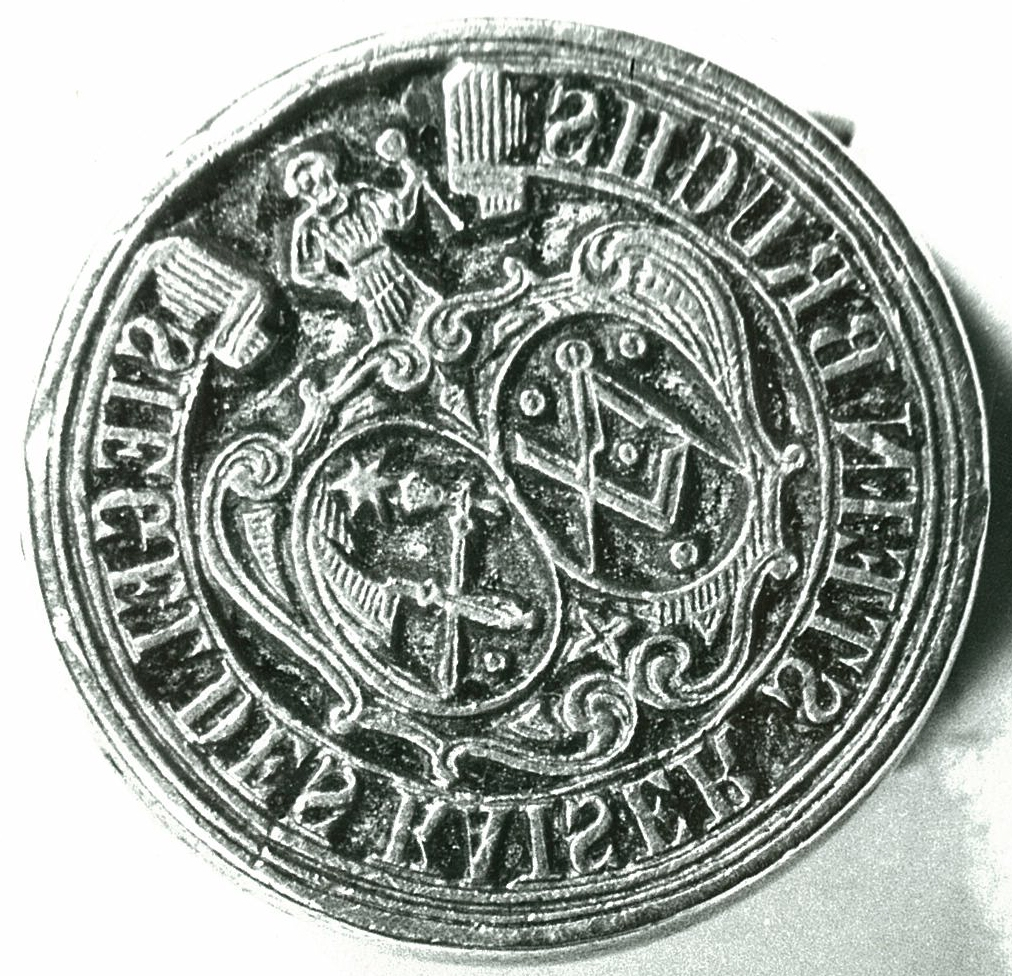
Siegel des KAISER STEINBRUCH, 18. Jahrhundert

### Kaiserin Maria Theresias Bestätigung der Handwerksordnung, 1747
„Wir, Maria Theresia, von Gottes Gnaden Römische Kaiserin etc. … tun kund mit diesem Brief allermänniglich, dass die der Neustädterischen Zunft einverleibten Meister, als zur Neustadt, Baden, in Unserem kaiserlich-königlichen Steinbruch am Leithaberg, Eisenstadt, Bruck an der Leitha, Himberg, Neunkirchen und Deutsch Brodersdorf alleruntertänigst gebeten. Wir geruhen als jetzt regierende Frau und Erblands- Fürstin in Österreich … die 1714 bestätigte Handwerksordnung und Freiheit gleichfalls zu erneuern und zu gestatten.“
- Artikel 27

am heiligen Fronleichnamstag sollen alle dieser Bruderschaft einverleibten Meister und Gesellen bei ihren Zechmeistern zusammenkommen, sich zur Kirche begeben, das hochwürdigste Altar-Sacrament mit ihren Kreuzfahnen in der Prozession ehrbar und erbaulich begleiten. Beim nachfolgenden Gottesdienst solle die Zunfttruhe eröffnet und andere Zechmeister erwählt werden.

### Nach 1780
Unter der Herrschaft Josephs II. sollte eine liberale Ordnung des Wirtschaftslebens durchgesetzt werden. Das Selbstverwaltungsrecht des Gewerbes wurde vom aufgeklärten Absolutismus stark beschnitten. Nach 1780 wurden unter Joseph II. keine Zunftordnungen mehr konfirmiert.

## Hilfslade des Kaisersteinbrucher Steinmetzhandwerks zur Unterstützung der Witwen
Am 2. März 1800 wurde Steinmetzmeister Augustin Weinkopf begraben, der Pfarrverweser Pater Bonifaz Greiner schreibt, das hiesige Handwerk der Steinmetze möchte einen Beitrag der Hilfslade hiesiger Steinmetzmeister und Gesellen für Witwen leisten.
„Wenn ein Steinmetzmeister oder Geselle stirbt, so ist zur Hilfe der Witwen (- zuerst nur für die Witwen) unter hiesigen Steinmetzen eine Hilfslade errichtet und dem Steinmetzmeister Laurenz Pansipp anvertraut worden. Alle – vom Zechmeister bis letzten Gesellen des Handwerks gibt jährlich einige Kreuzer zu dieser Hilfslade – davon bezahlte mir besagter Laurenz Pansipp die halbe Stolgebühr, den Rest die Witwe, denn 4 Gulden ist die Begräbnisgebühr für Steinmetzmeister. Weitere 30 Kreuzer dem Schullehrer, 30 Kr dem Totengräber, somit hatte die Weinkopfin 3 Fl aus der Hilfslade – zum ersten Mal bekommen, und so wird dieses auch fernerhin beobachtet werden. Das Steinmetzhandwerk erscheint bei solchen Begräbnissen vor der Kirche mit ihren Standarten und geht ordentlich zu dem Leichenhause mithin und begleitet es so mit brennenden Wachskerzen zur Grabstatt.“

## Die Viertellade wurde am 7. Juni 1801 dem Wiener Neustädter Handwerk zurückgegeben
Das Kaisersteinbrucher Handwerk gehörte ab 1618 zu Wiener Neustadt, als Zentrum sämtlicher Zunftaktivitäten. Die von Neustadt gehabte Viertellade (4.tl laad) wurde zurückgegeben. Eintragung im Freisprechbuch der Steinmetzen und Maurer in Steinbruch vom 7. Juni 1801:
„Die vier Marktflecken – nämlich Sommerein, Mannersdorf, Hof und Auer Steinmetz- und Maurermeister haben sich lauth Regierungsbefehl von hier nach Bruck einverleiben müssen. Die seit 1649 hier beim ehrsamen Handwerk einverleibt gewesen sind.“
- „Nichts dauert ewig.“

Beispiele
- 10. Juni 1792: Maria Loretto

„Ist von einem ehrsamen Handwerk der Steinmetzen und Maurer hier in Kaisersteinbruch, Stefan Binder von Stotzing, dessen Eltern Stefan Binder sel., Margaretha Binderin noch am Leben, zu einem Steinmetzgesellen öffentlich freigesprochen worden und hat seine 5 Lehrjahre beim Lehrmeister  Georg Höller, Steinmetzmeister in Loretto, der Hauptbürge Friedrich Franz, der Nebenbürge Johann Koch, beide Steinmetzgesellen in Loretto,  erlegt seine Gebühr in die Lade mit 1 fl.“
- 7. Juni 1795: Sommerein'

„Ist von einem Handwerk der Steinmetzen und Maurer allhier in Kaisersteinbruch öffentlich freigesprochen worden Mathias Hillebrandt, dessen Vater Johannes Hillebrandt, Fischer in Sommerein, Ehefrau Anna Maria, der 3 Lehrjahre bei seinem Meister Lorenz Stadler, Maurermeister in Sommerein, völlig ausgelernt. Hauptbürge war Georg Schlegl, der Nebenbürge Leopold Stadler, beide Maurergesellen in Sommerein, erlegt seine Gebühr in die Lade mit 1 fl.“
- 7. Juni 1795: Mannersdorf

„Ist von einem ehrsamen Handwerk der Steinmetzen und Maurer in Kaisersteinbruch öffentlich freigesprochen worden Joseph Lichtenecker,  welcher seine 5 Lehrjahr beim Vater Thomas Lichtenecker, Steinmetzmeister in Mannersdorf. völlig ausgelernet hat. Der Hauptbürge war Mathias Schuß, Steinmetzmeister in Mannersdorf, der Nebenbürge Lorenz Stadler, Maurermeister in Sommerein, erlegt seine Gebühr in die Lade mit 1 fl.“
- 10. Juni 1798: Kaisersteinbruch

„Hat Meister Michael Gehmacher vor einem ganzen ehrsamen Handwerk der Steinmetzen und Maurer allhier in Kaisersteinbruch seinen Jung namens Michael Schreyer vor offener Lade zu einem Steinmetzen freigesprochen, dessen Eltern sind Adam Schreyer, Dreißigst-Aufseher und Ehefrau Elisabeth, Hauptbürge war Martin Madle, Steinmetzmeister allhier, Nebenbürge Jakob Hasenöhrl, Steinmetzgeselle allhier, erlegt seine Gebühr in die Lade mit 1 fl.“

## Ein eigenständiges, dem Stift Heiligenkreuz unterstehendes Handwerk entstand

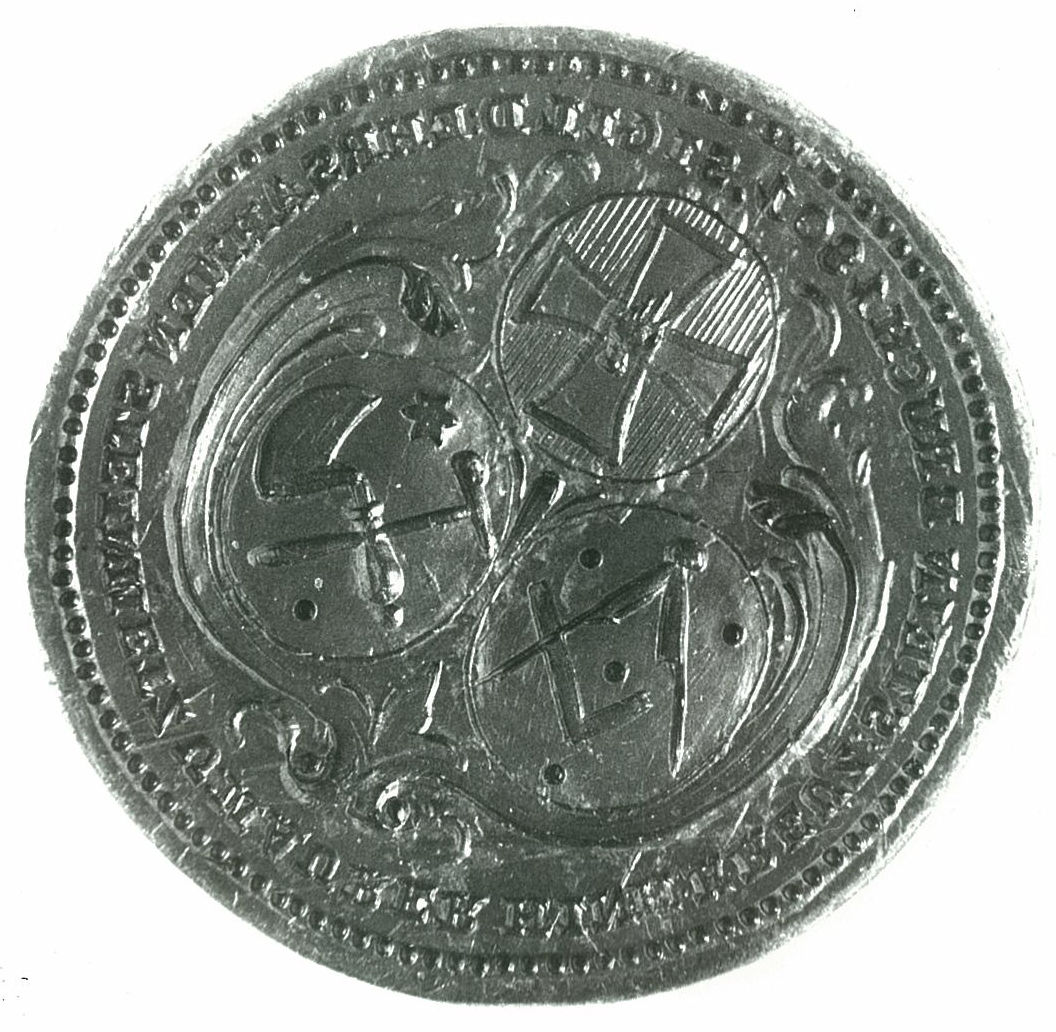
Siegel der ehrsamen Steinmetzen und Maurer im HEILIGENKREUZER STEINBRUCH 1801

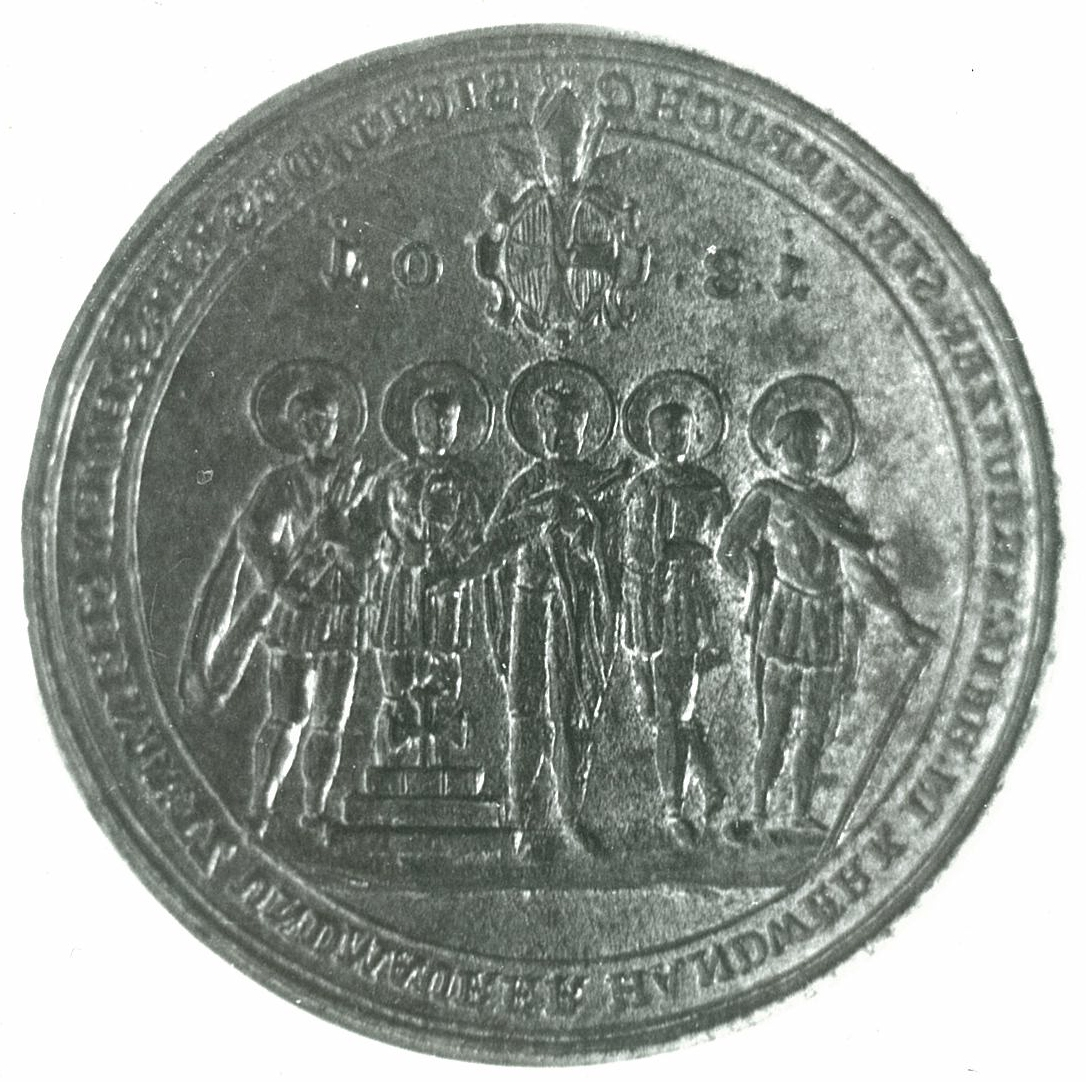
Siegel der ehrsamen Steinmetzen und Maurer im HEILIGENKREUZER STEINBRUCH 1801 mit den Quattuor Coronati

Die von Neustadt gehabte Viertellade (4.tl laad) wurde zurückgegeben und „von heute an unsere selbständige Handwerkslade unter unserer gnädigen Herrschaft Schutz Königshof heute zum erstenmale Handwerk gehalten“,
Steinmetzmeister Karl Gehmacher
1801 endete die Bezeichnung „Kaisersteinbruch“, bis 1804 ist „Heiligenkreuzer Steinbruch“ zu lesen, ab dann „Steinbruch“.
Beispiel:
- 3. Juni 1804 Heiligenkreuzer Steinbruch

Hat Herr Zechmeister Michael Gehmacher, Steinmetzmeister allhier seinen Sohn Michael zu einem Steinmetzgesellen öffentlich freigesprochen, der hat 5 Lehrjahre völlig ausgelernet, dessen Bürgen Karl Gehmacher, Steinmetzmeister allhier und Martin Madle (junior) sind ihrer Bürgschaft entledigt, hat seine Gebühr in die Lade erlegt mit 1 fl.

## Auflösung des Kaisersteinbrucher Handwerks, 1905
Am 16. Juni 1905 löste sich die Innung des Steinmetzhandwerkes in Kaisersteinbruch auf. Die Innung verfügte über einen Fonds von 244 Kronen und 82 Heller zu religiösen, zu „Luxus“ und auch zu dem Zwecke, wenn ein Steinmetz, der in diesem Protokoll eingetragen ist, für das 50. Jubiläum seiner Freisprechung 20 Kronen erhält.